# Yannick Bonheur
Yannick Bonheur (né le 18 mai 1982 à Ivry-sur-Seine, en Île-de-France) est un patineur artistique français. Il évolue en couple. Il a eu au cours de sa carrière quatre partenaires différentes: Lucie Stadelman, Marylin Pla, Vanessa James et Adeline Canac. Il est quintuple champion de France en couples en 2005, 2006, 2007, 2010 et 2011.
Yannick Bonheur et Vanessa James se sont séparés en mai 2010. Yannick Bonheur patine maintenant avec Adeline Canac.

## Biographie

### Carrière sportive

#### Enfance
D'ascendance martiniquaise, Yannick Bonheur découvre le patinage artistique à l'école, et décide de s'entraîner à ce sport qui lui plaît beaucoup. De 1990 à 1997, il effectue ses études à l'école des enfants du spectacle du collège Rognoni de Paris, où le matin est réservé aux pratiques sportives et l'après-midi aux cours.
Il participe une fois aux championnats de France Élites pour l'édition 1998 à Besançon où il prend la 13e place.

#### Carrière amateur avec Lucie Stadelman (jusqu'en 2002)
Yannick désire faire du patinage en couple et va patiner avec Lucie Stadelman, sa première partenaire. En décembre 2001, pour leur première participation aux championnats de France 2002, organisés à Grenoble, ils obtiennent la médaille de bronze, derrière les grands champions français de l'époque Sarah Abitbol/ Stéphane Bernadis, et derrière Marie-Pierre Leray/ Nicolas Osseland. Mais très vite les deux patineurs se séparent et Yannick Bonheur doit alors rechercher une nouvelle partenaire. Ce sera Marylin Pla.

#### Carrière amateur avecMarylin Pla(2002-2007)

##### Saison 2002/2003
Yannick Bonheur débute donc une nouvelle saison avec sa nouvelle partenaire Marylin Pla. Ils sont entraînés par Stanislas Leonovitch. En décembre, ils se présentent aux championnats de France à Asnières-sur-Seine et obtiennent la troisième place. Cette position leur permet d'être qualifié pour les championnats d'Europe en janvier 2003 à Malmö en Suède car la France a trois places grâce aux bons résultats des couples français l'année passée. Toutefois ils doivent déclarer forfait, et ne peuvent donc pas y aller. Par contre, fin février, ils se rendent aux championnats du monde junior à Ostrava en République tchèque où ils prennent une honorable quatorzième place.

##### Saison 2003/2004

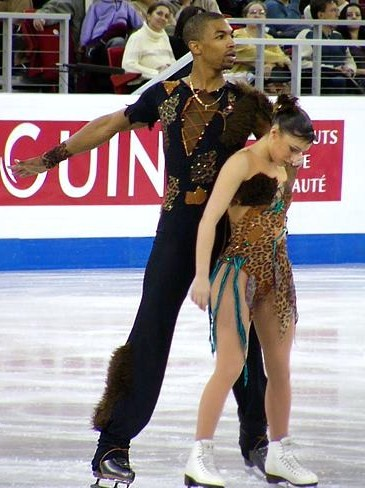
Avec Marylin Pla aux championnats d'Europe de 2004 à Budapest

Le couple participe pour la première fois à des épreuves du grand-prix. En octobre ils se rendent au Skate America (10e) et en novembre au Trophée Lalique (8e). En décembre, à la suite du départ chez les professionnels de Sarah Abitbol et Stéphane Bernadis, cela leur permet de monter d'une marche sur le podium des championnats de France à Briançon. Ils remportent la médaille d'argent, derrière Sabrina Lefrançois et Jérôme Blanchard. Ils vont pouvoir, en février 2004, participer à leurs premiers championnats d'Europe à Budapest. Ils réussissent totalement leur entrée européenne en entrant directement dans le top 10 à la huitième place. La France ne disposant que d'une seule place pour les championnats du monde de mars 2004 à Dortmund, cette place est réservée aux champions de France. Yannick et Marylin ne peuvent donc pas y participer.

##### Saison 2004/2005
Yannick et Marylin commencent leur saison en novembre par la Coupe de Chine (8e) et le Trophée Bompard (7e). Ils restent cantonnés à des places d'honneur. Aux championnats de France, organisé en décembre 2004 à Rennes, ils deviennent les nouveaux champions de France 2005. Qualifiés directement pour les championnats d'Europe de janvier à Turin, ils montent d'une marche et se classent septième. Deux mois plus tard, ils se rendent à leurs premiers championnats du monde à Moscou et prennent la treizième place mondiale.

##### Saison 2005/2006
Le couple choisit Stéphane Bernadis et Jean-Roland Racle comme nouveaux entraîneurs. Ils commencent leur saison olympique début octobre par une compétition à Vienne en Autriche au Karl Schaefer Memorial qui doit leur donner leur qualification pour les jeux olympiques à venir. Ils réussissent à l'obtenir en se classant quatrième. Ils poursuivent avec le Skate America en octobre (8e) et le Trophée Bompard en novembre (9e). Pas de progression dans ces compétitions de début de saison, ils restent cantonnés à des places d'honneur. Aux championnats de France 2006 organisés à Besançon en décembre 2005, ils conservent leur titre national pour la deuxième année consécutive. En janvier 2006, aux championnats d'Europe à Lyon, ils vont encore monter d'une marche européenne et se classent sixième. Qualifiés bien sûr pour les jeux olympiques d'hiver de février 2006 à Turin, ils se classent quatorzième de leurs premiers jeux. En mars, aux championnats du monde de Calgary, ils gardent leur treizième place de l'année passée.

##### Saison 2006/2007
Yannick et Marylin vont connaître une saison plus que mouvementée. Tout d'abord ils changent de nouveau d'entraîneurs et vont travailler dorénavant avec Vivien Rolland au Club des Français Volants à Paris. Ensuite, Yannick va se blesser à la main qui va obliger le couple à déclarer forfait pour le Trophée Bompard de novembre. Ils réussissent à être présent le mois suivant pour les championnats de France 2007 à Orléans, mais ne se placent que second après le programme court derrière le nouveau couple formé de Adeline Canac et Maximin Coia. Ils réussissent néanmoins à se rétablir à la première place après le programme long et conquiert ainsi leur troisième titre national. Aux championnats d'Europe de janvier 2007 à Varsovie, ils sont douzième après le programme court, encore devancés par Adeline et Maximin qui sont onzième. Ils vont alors très bien se rattraper une nouvelle fois avec leur programme libre en exécutant notamment un triple boucle piqué en parallèle qu'ils n'avaient pas réalisés depuis deux ans! Ils remontent à la huitième place européenne, soit deux places de moins que la saison dernière. Aux championnats du monde de mars 2007 à Tokyo, ils prennent la quatorzième place. Depuis trois ans, pas de progression mondiale, ils stagnent à cette position. Et puis arrive juillet 2007, où Marylin décide d'arrêter le patinage artistique en compétition. Yannick, quant à lui, ne souhaite pas arrêter sa carrière, et repart une nouvelle fois à la recherche d'une nouvelle partenaire en France et à l'étranger. Il a fait plusieurs tests avec diverses patineuses comme par exemple l'allemande Rebecca Handke et la canadienne Amélie Lacoste. Aucun de ces essais n'a abouti.

#### Carrière amateur avecVanessa James(2008-2010)

##### Saison 2007/2008
En 2007/2008, Yannick Bonheur est seul pour commencer cette nouvelle saison. Il ne peut évidemment pas patiner aux épreuves du grand-prix, ni défendre son titre national aux championnats de France 2008, organisés en décembre 2007 à Megève. Ils ne pourra donc pas patiner non plus aux grands championnats internationaux de la saison. Il cherche une nouvelle partenaire et la trouve au Royaume-Uni à la fin de l'année 2007. En janvier 2008, après avoir eu l'accord de la fédération britannique, il annonce qu'il patinera avec Vanessa James, une patineuse individuelle représentant la Grande-Bretagne. Le nouveau couple formé pourra représenter la France. Pour leurs débuts ensemble, Yannick et Vanessa termineront cette saison en patinant dans des galas pour amateurs.

##### Saison 2008/2009

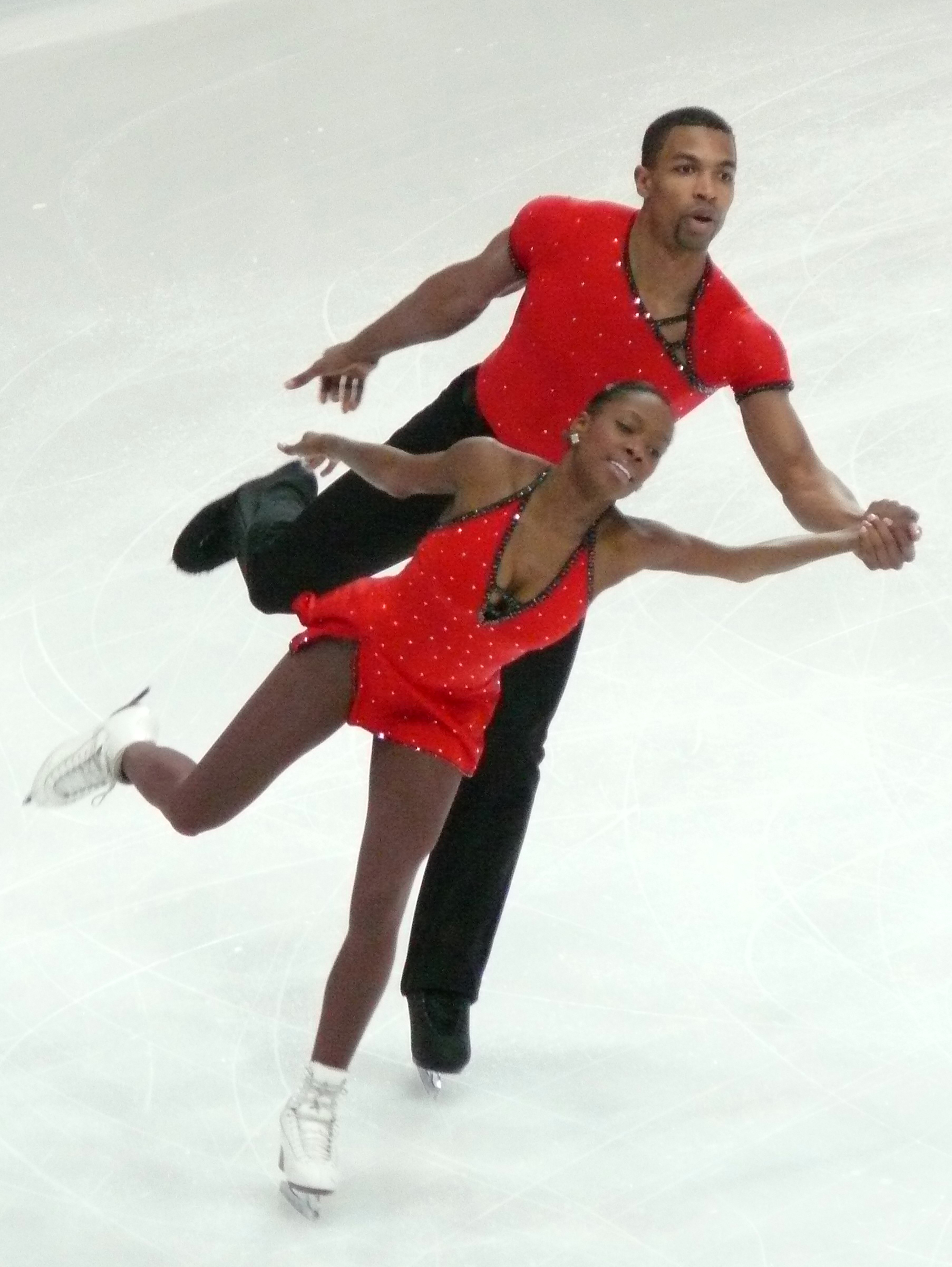
Avec Vanessa James lors du programme court des championnats d'Europe 2009

La saison 2008/2009 marque réellement le début de leur collaboration pour les compétitions. Ils se rendent tout d'abord en novembre au traditionnel Trophée Lalique où ils se classent septième. Pour leurs premiers championnats de France, à Colmar, Yannick se blesse pendant le programme court. Incapable de patiner pour le programme libre, ils doivent abandonner la compétition. Yannick ne peut pas reconquérir son titre national. Après avoir passé positivement un test de sélection, demandé par la FFSG (Fédération française des sports de glace), pour les championnats d'Europe à Helsinki, ils se rendent dans la capitale finlandaise en janvier 2009. Pour leurs premiers championnats d'Europe ensemble, ils prennent la dixième place juste derrière les champions de France Adeline Canac et Maximin Coia qui sont neuvième. Pour les championnats du monde de mars 2009 à Los Angeles va se poser le problème de la sélection entre les deux couples français, car la France ne dispose que d'une seule place. Mais une mononucléose diagnostiquée chez Adeline Canac oblige les champions de France à déclarer forfait. Yannick et Vanessa partent donc pour les États-Unis pour leurs premiers championnats du monde ensemble, et prennent la douzième place. Leur programme libre a presque été sans faute et a eu droit à une des trois seules ovations du public californien. En avril, ils participent à une nouvelle compétition organisée par l'ISU: le Trophée mondial par équipes. Ils s'y classent cinquième et apportent huit points à l'équipe de France, qui prend la quatrième place de la compétition derrière les États-Unis, le Canada et le Japon.

##### Saison 2009/2010
Ils commencent leur saison olympique en octobre avec de faibles résultats au Trophée Bompard (8e) et à la Coupe de Chine (8e). En décembre, lors des championnats de France à Marseille, ils réussissent avec un bon programme libre à devenir champions de France devant les champions en titre Adeline Canac/ Maximin Coia. La semaine suivante, Vanessa qui ne dispose encore que d'un passeport britannique, apprend qu'elle a enfin obtenu la naturalisation française. Celle-ci était obligatoire pour pouvoir participer aux jeux olympiques à venir. Qualifiés pour les championnats d'Europe de janvier 2010 à Tallinn, ils se classent à la septième place, en augmentant leur record personnel de plus de dix points avec un score de 151,28 (leur dernier record de 139,34 avait été établi aux championnats du monde de 2009). Grâce à leur titre de champions de France (confirmé aux championnats d'Europe en étant le premier couple français) et à la naturalisation de Vanessa, ils sont sélectionnés pour représenter la France aux jeux olympiques d'hiver de février 2010 à Vancouver. Pour Vanessa ce sont ces premiers jeux, alors que pour Yannick ce sont les seconds après les jeux de Turin en 2006 où il patinait avec Marylin Pla à l'époque. Arrivés en Colombie-Britannique, ils deviennent le premier couple noir de l'histoire des jeux en patinage artistique, et vont très vite obtenir la sympathie du public canadien, notamment Vanessa qui est née au Canada. Ils ont été longuement ovationnés à la fin de leur programme libre et prennent finalement la quatorzième place olympique. C'est la même place que Yannick avait obtenu quatre ans auparavant avec Marylin Pla. Toutefois ce résultat reste pour eux une déception car leur objectif était de rentrer dans le top 10 mondial. "On place tous nos espoirs sur les Jeux de 2014. On vient juste de commencer notre carrière", a expliqué Vanessa James à l'issue de son programme libre des jeux. Un mois plus tard à Turin, lors des championnats du monde de mars 2010, ils ne se classent toujours pas dans le top 10 mondial et doivent se contenter de la douzième place déjà obtenue l'année passée. En mai 2010, coup de théâtre, le couple annonce sa séparation. Celle-ci fait suite à des essais effectués par Vanessa James avec Maximin Coia lors d'un test organisé par la FFSG le 25 mai 2010 à Bercy, dont Yannick n'avait pas été informé.

#### Carrière amateur avecAdeline Canac(2010-2011)

##### Saison 2010/2011
En mai 2010, Yannick Bonheur fait des essais avec Adeline Canac, qui vient de se séparer de Maximin Coia, et annonce un mois plus tard qu'ils vont patiner ensemble pour la saison suivante. En décembre 2010, il conquiert son cinquième titre national à Tours avec une troisième partenaire différente. Cette victoire leur permet de participer successivement aux championnats d'Europe de janvier 2011 à Berne et aux championnats du monde d'avril 2011 à Moscou. Ils se classent d'abord à la 9e place européenne, puis à la 18e place mondiale sans avoir pu patiner leur programme libre, seuls les seize premiers couples y étant qualifiés.
Au début de l'été 2011, ils se séparent, Adeline souhaitant se consacrer à ses études de kinésithérapie et Yannick s'orientant vers le patinage professionnel.

### Reconversion
En 2011, Yannick Bonheur décide de poursuivre une carrière professionnelle dans le domaine du patinage artistique. Pour cela il cherche une nouvelle partenaire et fait rapidement son choix en la personne de Scarlett Rouzet. Ensemble, ils patinent pour des shows.

## Palmarès
Avec 4 partenaires différentes: 
- Lucie Stadelman (jusqu'en 2002)
- Marylin Pla (de 2002 à 2007)
- Vanessa James (de 2008 à 2010)
- Adeline Canac (de 2010 à 2011)

| Compétition                         | 2002    |  | 2003    | 2004    | 2005    | 2006    | 2007    |  | 2008    | 2009    | 2010    |  | 2011    |  |
| Jeux olympiques d'hiver             |         |  |         |         |         | 14e     |         |  |         |         | 14e     |  |         |  |
| Championnats du monde               |         |  |         |         | 13e     | 13e     | 14e     |  |         | 12e     | 12e     |  | 18e     |  |
| Championnats d'Europe               |         |  | F       | 8e      | 7e      | 6e      | 8e      |  |         | 10e     | 7e      |  | 9e      |  |
| Championnats de France              | 3e      |  | 3e      | 2e      | 1er     | 1er     | 1er     |  |         | A       | 1er     |  | 1er     |  |
| Championnats du monde juniors       |         |  | 14e     |         |         |         |         |  |         |         |         |  |         |  |
|                                     |         |  |         |         |         |         |         |  |         |         |         |  |         |  |
| Grand Prix ISU                      | 2001/02 |  | 2002/03 | 2003/04 | 2004/05 | 2005/06 | 2006/07 |  | 2007/08 | 2008/09 | 2009/10 |  | 2010/11 |  |
| Skate America                       |         |  |         | 10e     |         | 8e      |         |  |         |         |         |  |         |  |
| Coupe de Chine                      |         |  |         |         | 8e      |         |         |  |         |         | 8e      |  |         |  |
| Trophée de France                   |         |  |         | 8e      | 7e      | 9e      | F       |  |         | 7e      | 8e      |  |         |  |
| Légende : F = Forfait ; A = Abandon |         |  |         |         |         |         |         |  |         |         |         |  |         |  |

## Galerie d'images

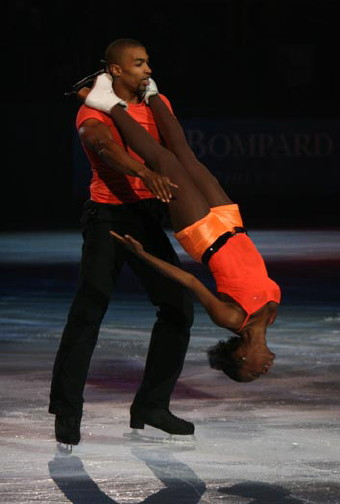
Avec Vanessa James au gala du Trophée de France de novembre 2008
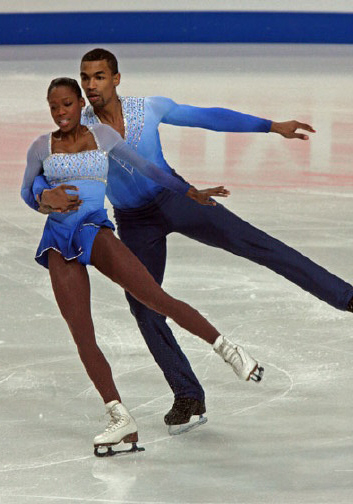
Avec Vanessa James lors du programme libre des championnats d'Europe 2009
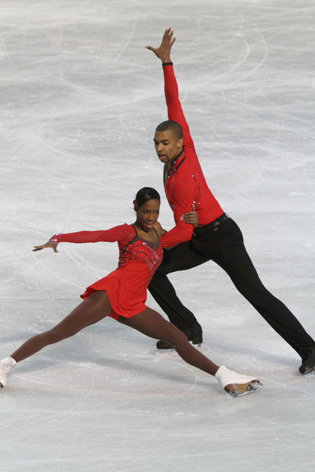
Avec Vanessa James aux championnats d'Europe 2010
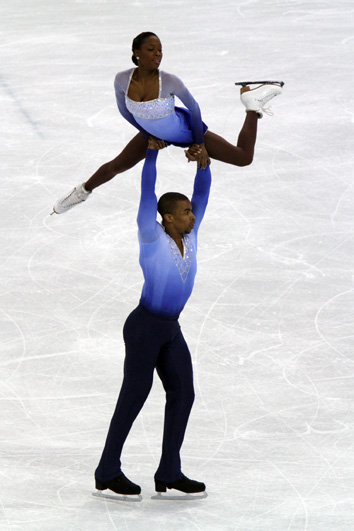
Avec Vanessa James aux Jeux olympiques de 2010 à Vancouver
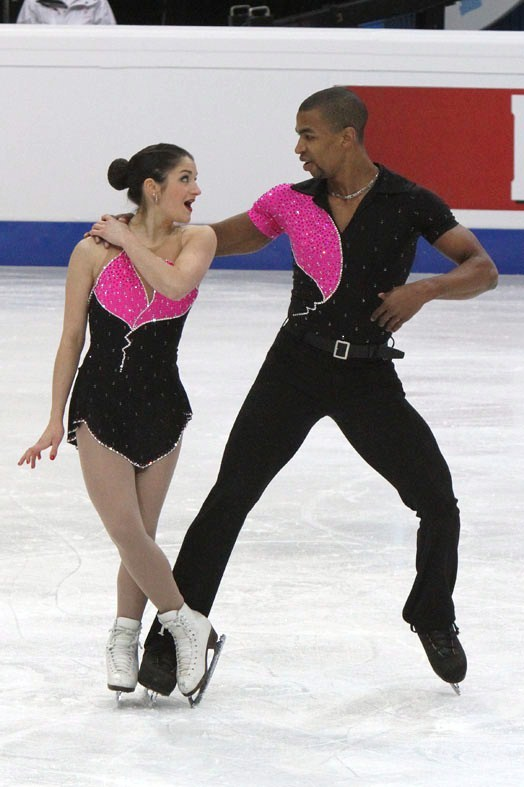
Avec Adeline Canac aux championnats d'Europe 2011